# Barát József (karikaturista)
Barát József  (Budapest, 1940. március 25.– ) magyar grafikusművész, karikaturista. Szignója: Barát

## Életpálya
A budapesti Képző- és Iparművészeti Gimnázium grafika szakán végzett 1958-ban. 1959-től jelentek meg karikatúrái a Magyar Ifjúság című lapban. 1961-ben a Csúzli, 1962-től pedig az ország első számú vicc lapja is közölte rajzait. 1965-től a Ludas Matyi belső munkatársa volt. Fiatal karikaturistaként a Ludas lapcsalád valamennyi alkalmi kiadványában lehetőséget kapott a megjelenésre (Ludas Matyi Magazin, Nyári Örömök, Ludas Matyi Évkönyv, Ludas Matyi Extra stb.) Karikatúrák mellett készített képregényeket is. 1966-ban részt vett a Műcsarnokban rendezett országos karikatúra kiállításon. 1966-ban még Kőszegi Judittal közösen, 1969-ben már önállóan volt kiállítása a Fiatal Művészek Klubjában. 1968-ban részt vett a Fiatal Karikaturisták kiállításán Esztergomban. Alkalmazott grafikáival évente szerepelt kereskedelmi és reklám kiállításokon. Publikációi folyamatosan jelentek meg alkalmi, humoros lapokban. (Tollasbál, Zsákbamacska, Humor EB, Humor Olimpia stb.) 1990-ben az Árkus József vezette Új Ludas-nál alapító tag, és 1992-ig a lap megszűnéséig dolgozott itt. 1993-tól az Úritök és a Magyar Nemzet rajzolója. Grafikusként könyveket is illusztrált. 1995-1999 között a Pesti Vicc munkatársa volt. és párhuzamosan a Jura Trade-nél is dolgozott. Az Ügyes rejtvény lapcsalád. a Ludas Matyi Rejtvényújság, a Kakas Márton, Poén Találat és több tucat rejtvényújság szinte naponta közli karikatúráit a sajtóban. Önálló karikatúra albuma 2006-ban jelent meg: Barát József válogatott karikatúrái címmel.

## Díjai
- Kiváló Munkáért (1985)

## Kiállítások
- Műcsarnok (1966)
- Esztergom (1968)
- Fiatal Művészek Klubja (1966)(1969)
- Moszkva (1970)

## Könyvek
Barát József illusztrációival, karikatúráival:
- Peterdi Pál – Barát József: Bedobjuk a törölközőt, 1985
- Sport a szexben – szex a sportban, 1989
- Peterdi Pál: Hopp már értem, 1990
- Peterdi Pál – Buzás Ottó: Hogyan telefonáljunk, 1991
- Famous Animal Tales (Népszerű állatmesék), 1991
- A dohányzás 2000 éve
- Barát József válogatott karikatúrái, 2006

## Publikációi
- Magyar Ifjúság (1959–65)
- Csúzli 1961
- Ludas Matyi (1962–96)
- Tavaszi Kis Magazin (1966)
- Nyári Kis Ludas (1967)
- Minden Tudó Kis Ludas (1967)
- Ifjúsági Magazin (1968)
- Ludas Magazin (1968–96)
- BÚÉK (1968)
- Zsákbamacska (1970)
- Nyári Örömök (1974)
- Vidám Nyaralás (1974)
- Pajtás (1976–1985)
- Tollasbál (1974)(1989)
- Tollasbál Bizalmas (1977)
- Humor (1977)
- Humor EB. (1977)
- Humor Olimpia (1979)
- Nők Lapja Évkönyv (1982, 1989)
- Képes Sport (1983)
- Tévé Könyv (1985)
- Pajtás Fészek Magazin (1985)
- Hahota (1985–96)
- Gólyahír (Ludas) (1985)
- Extra Ludas (1986)(1989)
- T-Boy (1988)
- Kölyök (1989)
- Élet és Irodalom (1989)
- Új Ludas (1990–1992)
- Kisalföld (1991–2003)
- Új Ludas Kalendárium (1991)
- Új Ludas Magazin (1990–91)
- Bukfenc (1992)
- Népszabadság (1973)
- Magyar Nemzet (1993)
- Úritök (1993–94)
- 24 Óra (1994)
- Vasvármegye (1994)
- Magyar Poén Tőzsde (1994)
- Fejér Megyei Hírlap (1995–96)
- Pesti Vicc (1995–99)
- Ludas Matyi Rejtvénymagazin (1996)
- Jászkun Krónika (1998–99)
- No Komplett (1998)
- Kacsa (1998) (2000)
- Jászkun Kakas (1998–2002)
- Új Néplap (2000)
- Jó Vicc (1999–2006)
- Vicc Mix (1999–2001)
- Pistike (1999–2001)
- Ludas Magazin Évszak
- Play-Boy (2000)
- Füles (2000)
- Ügyes (2000–2006)
- Ügyes Évszakok (2000–2006)
- Vicc-Börze (2000)
- Vasárnap (2001)
- Vasárnap Reggel (2003–2004)
- Hölgyvilág (2003)
- Hajnal Krimi (2000–2005)
- Hatvanhat Vicc (2003)
- Színes Lap (2004)
- Tere-Fere (2003–2006)
- Zsebrejtvény 2005 (2004)
- 51 vicc 15 rejtvény (2004)
- Forintos Rejtvényújság (2004–2006)
- Havi Skandi (2004–2007)
- Plusz Egy (2004–2007)
- Poén Találat (2004–2007)
- Szóvadászat (2004–2007)
- Nagyrejtvény (2004–2006)
- Skandi Rébusz (2004–2007)
- Góliát (2005–2007)
- Skandi Vadászat (2005)
- Poén Halászat (2006)
- Piramis (2006)